# UNRWA
Az Egyesült Nemzetek Szervezetének a közel-keleti palesztin menekülteket segélyező hivatala (UNRWA, United Nations Relief and Works Agency for Palestine Refugees) az ENSZ (UN, United Nations) ügynöksége, amely a palesztin menekültek közvetlen segítését és emberi fejlesztését (human development) hivatott támogatni. Az UNRWA hatásköre az 1948-as arab-izraeli háború és az azt követő konfliktusok miatt szülőföldjükről elűzött és elmenekült palesztinokra és leszármazottaikra terjed ki, beleértve a legálisan örökbe fogadott gyermekeket is. 2019-ben az UNRWA több, mint 5,6 millió palesztin menekültet tartott nyilván.
Az UNRWA-t  az ENSZ Közgyűlése (UNGA) 1949. december 8-án hozta létre 302 (IV) számú határozatával, azért, hogy az segítse az 1948-as arab–izraeli háború miatt otthonukat és megélhetésüket vesztett menekülteket. Az UNRWA 1952-ig a konfliktus arab és zsidó menekültjeit egyaránt segítette, azonban 1952-ben Izrael magára vállalta a zsidó menekültek ellátásának felelősségét. Az ENSZ Közgyűlésének kisegítő testületeként az UNRWA mandátuma háromévente időszakosan megújítandó, ami 1949-es alapítása óta rendszeresen meg is történt, a legközelebbi megújítási határidő 2026. június 30.
Az UNRWA nem rendelkezik saját forrásokkal, költségvetése szinte teljes egészében önkéntes felajánlásokból származik. Az adományozók közt megtalálhatók az ENSZ tagországai, civil szervezetek, alapítványok, cégek és magánszemélyek is. Magyarország utoljára 2016-ban támogatta az UNRWA működését, 61283 amerikai dollár értékben. Izrael állam nem járul hozzá adománnyal az ügynökség működéséhez.
Az UNRWA több mint 30000 embert foglalkoztat, akiknek többsége palesztin menekült. A Gázai övezetben alkalmazottainak száma 13000 körüli. A szervezet eredetileg foglalkoztatást és közvetlen segélyezést volt hivatott biztosítani, de a megbízatása idővel kibővült oktatási, egészségügyi és szociális szolgáltatások nyújtásával is. Az UNRWA öt területen működik: Jordániában, Libanonban, Szíriában, a Gázai övezetben és Ciszjordániában, beleértve Kelet-Jeruzsálemet is. Azoknak a palesztin menekülteknek, akik ezen az öt területen kívül élnek az Az ENSZ Menekültügyi Főbiztosa nyújt támogatást.
Az UNRWA az egyetlen olyan ENSZ-ügynökség, amely egy adott régióból vagy konfliktusból származó menekültek segélyezésével foglalkozik. Ezáltal különbözik az UNHCR-től, amelyet 1950-ben azért hoztak létre, hogy legyen egy ENSZ szervezet, ami a világ összes többi menekültjével foglalkozik. Az UNRWA-val ellentétben az UNHCR-nek konkrét felhatalmazása van arra, hogy a menekülteket menekültstátuszuk megszüntetésében segítse, helyi integráció, harmadik országba történő áttelepítés vagy lehetőség szerinti hazatelepítés révén. Az UNRWA menekültstátusszal rendelkező palesztinok száma folyamatosan nő, hisz az összes többi menekülttel ellentétben, akkor sem veszítik el menekültstátuszukat, ha egy állam állampolgáraivá válnak.
A 2023-as Izrael–Hamász-háború 2023. október hetedikei kitörése nyomán mind gyakrabban került szóba az UNRWA Gázai övezet beli tevékenysége;  2024 januárjának végén bejárta a világsajtót a hír, hogy Izrael kormánya azzal vádolta meg az ügynökséget, hogy annak 12 Gázai övezeti munkatársa közreműködött a palesztin fegyveres ellenállási szervezetek támadásában. Azonban többen felhívták a figyelmet arra is, hogy a vádakat az izraeli hatóságok nem támasztották alá érdemi bizonyítékokkal, illetve arra a tényre, hogy a nagy nyugati sajtóorgánumok és televíziócsatornák beszámolóikban jobbára elmulasztották megemlíteni ezt a fontos tényt, akárcsak azt, hogy Izrael már évtizedek óta próbálkozik az UNRWA tevékenységének ellehetetlenítésével. A vádak nyomán az UNRWA vezetője, Philippe Lazzarini elővigyázatosságból azonnali hatállyal elbocsátotta az érintett alkalmazottakat, azonban azt is közölte, ha a vádak alaptalanoknak bizonyulnak, megfelelő módon kárpótolni fogják őket. Az UNRWA minden évben megosztja az izraeli hatóságokkal a megszállt palesztin területeken alkalmazásában álló személyek névsorát, amikor a legutóbbi jegyzéket 2023 májusában megosztották, az izraeli hatóságoktól nem érkezett észrevétel vagy kifogás.
Az izraeli vádak napvilágra kerülése után több ország felfüggesztette az UNRWA finanszírozását. Mivel Izrael nem adott konkrét bizonyítékokat az állításokra, több nagyobb donor, köztük az Európai Unió és az Egyesült Királyság, újraindította a szervezet támogatását.

## Története és működése

Az UNRWA által regisztrált palesztin menekültek teljes száma (1950–2008)

Az 1948-as arab-izraeli háború harcaiban szülőföldjükről elűzött és elmenekült palesztinai arabok ügyének kezelésére Egyesült Nemzetek Közgyűlése 1948. november 19-én a 212 (III) határozatával a vészhelyzet kezelésére létrehozta az ENSZ Palesztinai Menekültek Segélyszervezetét (UNRPR), hogy sürgős segítséget nyújtson a palesztinai menekülteknek más ENSZ vagy humanitárius szervezetekkel együttműködve. A kialakult politikai helyzetre való tekintettel alig egy hónappal később a Közgyűlés elfogadta a 194. számú határozatot, amely létrehozta az ENSZ Palesztinai Békéltető Bizottságát (UNCCP), amelynek feladata, hogy segítse a háborúban álló felek közötti végső rendezést, beleértve a menekültek hazatelepítését, letelepítését, valamint gazdasági és társadalmi rehabilitációját az UNRPR-rel együttműködve. Addigra a konfliktus következtében több mint 700000 ember hagyta el az otthonát.
Mivel az UNCCP nem volt képes megoldani a „palesztina problémát”, amely a feladatkörén jóval túlmutató politikai megoldást igényelt volna, időszakosan egy „ENSZ ügynökség létrehozását javasolta, amelynek célja a segélyezési tevékenység folytatása valamint munkahelyteremtő projektek elindítása” volt. Ezen ajánlás és a menekültekre vonatkozó 194. számú határozat (11) bekezdése alapján a Közgyűlés 1949. december 8-án elfogadta a 302(IV) határozatot, amely létrehozta az Egyesült Nemzetek Szervezetének Segély- és Munkaügyi Ügynökségét Palesztinai Menekültek számára a Közel-Keleten (UNRWA). A határozatot Izrael és az arab államok támogatásával, ellenszavazat nélkül fogadták el, csak a szovjet blokk és Dél-Afrika tartózkodott.
Az UNRWA a humanitárius segítségnyújtásra és fejlesztésre vonatkozó szélesebb jogkörrel, valamint a semleges működés ígéretével vette át az UNRPR szerepét. Amikor 1950-ben megkezdte működését, munkája „közvetlen segély- és munkaprogramok” létesítése volt a palesztinai menekültek számára, hogy „megelőzzék az éhezést és a nélkülözést, valamint hogy megteremtsék a béke és stabilitás további feltételeit”. Az UNRWA mandátumát hamarosan kiterjesztették a 393(V) határozattal (1950. december 2.), amelyben az ügynökséget egy „reintegrációs alap létrehozására utasították, amelyet a menekültek végleges letelepedésének előmozdítására és a segélyezésből való kivezetésére kell felhasználni”. Egy későbbi, 1952. január 26-i határozat négyszer annyi finanszírozást irányzott elő reintegrációra mint segélyezésre, ugyanakkor arra kérte az UNRWA-t, hogy továbbra is biztosítson egészségügyi, oktatási és általános jóléti szolgáltatásokat.

### A menekült definíciója
Az UNRWA saját „menekült” definíciót alkotott annak érdekében, hogy lehetővé tegye a humanitárius segítségnyújtást. Ez a meghatározás nem tükrözi a jelenlegi állapotot.
A palesztinai menekültek "olyan személyek, akiknek állandó lakóhelye Palesztina volt 1946. június 1. és 1948. május 15. között, és akik az 1948-as konfliktus következtében mind otthonukat, mind megélhetési eszközeiket elvesztették."
Az 1967-es hatnapos háború új palesztin menekülthullámot generált, akik az UNRWA eredeti definíciójába nem fértek bele. 1991 óta az ENSZ Közgyűlése évente elfogad egy határozatot, amely lehetővé teszi az 1967-es menekültek számára, hogy az UNRWA-hoz tartozzanak. Az UNRWA „megbízatása” nem egyetlen dokumentum, hanem a Közgyűlés összes vonatkozó határozatának és kérelmének összessége. Miközben a palesztinai menekültekre összpontosít, fennhatósága kiterjed az „1967-es és az azt követő ellenségeskedések” miatt lakóhelyüket elhagyni kényszerült személyekre, és esetenként a helyi közösség szélesebb keresztmetszetére is. Ilyen módon az UNRWA szolgáltatásainak igénybevételére jogosult személyek lehetnek azok is, akik nem „palesztinai menekültek”.
A palesztinai menekült férfiak leszármazottai, köztük az örökbefogadott gyerekmekek is jogosultak menekültstátuszra.

## Szervezet és mandátum
Az UNRWA az ENSZ Közgyűlésének alszervezete, amelyet az ENSZ Alapokmánya 7. cikkének (2) bekezdése és 22. cikke alapján hoztak létre. Egyike annak a két ENSZ-ügynökségnek, amelyek közvetlenül a Közgyűlés számára kötelezettek jelenteni. Az UNRWA mandátumának hatályát és megújítását elsősorban a Közgyűlés határozatai állapítják meg; Más ENSZ-ügynökségekkel – mint például az Egészségügyi Világszervezet vagy az ENSZ Menekültügyi Főbiztosságának Hivatala – ellentétben, nincs alapokmánya vagy statútuma. A mandátumot egyéb ENSZ-szervek, például a főtitkár kérései is átformálhatják. A Közgyűlés minden évben egy sor határozatot fogad el, amelyek az UNRWA felelősségi körére, funkcióira és költségvetésére vonatkoznak. Mivel technikailag ideiglenes szervezetről van szó, az ügynökség megbízatását háromévente meghosszabbítják; legutóbb 2019. december 13-án újították meg, meghosszabbítva 2023. június 30-ig.
Az UNRWA-t egy főbiztos – 2020. március 8. óta a svájci Philippe Lazzarini – az ENSZ főtitkár-helyettese vezeti, aki az ügynökség teljeskörű tevékenységéért és a személyzet irányításáért felelős. A belső szabályzatok alapján a főbiztos választja ki és nevezi ki a hivatal összes alkalmazottját  és közvetlenül a Közgyűlésnek tartozik beszámolással. Az UNRWA műveletei öt területre – Jordániára, Szíriára, Libanonra, Ciszjordániára és Gázára – terjednek ki – mindegyiket egy-egy igazgató vezeti, aki a humanitárius segélyek szétosztásáért és az UNRWA egyéb műveleteinek felügyeletéért felelős. Az ügynökség székhelye a Gázai övezet és Amman között oszlik meg, ez utóbbi vezetője jelenleg a norvég Leni Stenseth főbiztos-helyettes, aki az oktatás, az egészségügy és a pénzügy irányításáért felel.
Az UNRWA az Egyesült Nemzetek Szervezetének legnagyobb ügynöksége, több mint 30 000 alkalmazottja van, akiknek 99%-a helyben toborzott palesztin.

### Tanácsadó Bizottság
Az UNRWA létrehozásával egyidőben az ENSZ Közgyűlése egy tanácsadó bizottságot (Angolul Advisory Commission – röviden: AdCom) is létrehozott, annak érdekében, hogy segítse a főbiztost az ügynökségi megbízatásának végrehajtásában. Az eredetileg négytagú AdCom jelenleg 28 teljes jogú taggal és négy megfigyelővel rendelkezik. A tagságot a Közgyűlés határozatai alapján jelölik ki, a bizottságban a palesztin menekülteket befogadó országok  (Jordánia, Szíria, Libanon) és az UNRWA 24 legnagyobb adományozója és támogatója képviselői foglalnak helyet. Palesztina, az Európai Unió és az Arab Liga 2005 óta rendelkezik megfigyelői státusszal, amelyhez az Iszlám Együttműködési Szervezet (OIC) csatlakozott 2019-ben  megfigyelőként.
Az AdCom tagjai és csatlakozásuk éve: Ausztrália (2005), Belgium (1953), Brazília (2014), Kanada (2005), Dánia (2005), Egyiptom (1949), Finnország (2008), Franciaország ( 1949), Németország (2005), Írország (2008), Olaszország (2005), Japán (1973), Jordánia (1949), Kazahsztán (2013), Kuvait (2010), Libanon (1953), Luxemburg (2012), Hollandia ( 2005), Norvégia (2005), Katar (2018), Szaúd-Arábia (2005), Spanyolország (2005), Svédország (2005), Svájc (2005), Szíria (1949), Törökország (1949), Egyesült Arab Emírségek (2014), az Egyesült Királyság (1949), az Egyesült Államok (1949).
A Tanácsadó Bizottságot egy elnök és egy alelnök vezeti, akik egy befogadó országot illetve egy adományozó országot képviselnek. Mindkettejüket évente, júniusban nevezik ki a Bizottság tagjai közül, ábécé szerinti sorrendben, hivatali idejük július 1-jétől kezdődően egy év. Minden egyes találkozón az elnöki feladatot felváltva látja el a befogadó és az adományozó ország képviselője.
Az AdCom évente kétszer ülésezik, általában júniusban és novemberben, hogy megvitassák az UNRWA-van kapcsolatban felmerült fontos kérdéseket, és konszenzuson alapuló iránymutatást dolgozzanak ki a főbiztos számára. A tagok és a megfigyelők nagyobb rendszerességgel gyűlnek össze az albizottsági üléseken. Az AdCom rendszeresen végez helyszíni látogatásokat is az UNRWA működési területén.

### Működési területek
Az UNRWA szolgáltatásai elérhetőek minden, a műveleti területén élő regisztrált palesztinai menekült számára, akinek segítségre van szüksége. Amikor az UNRWA 1950-ben megkezdte működését, körülbelül 700 000 palesztinai menekült szükségleteit elégítette ki. 2023-ra körülbelül 5,9 millió embert regisztráltak, akik jogosultak az UNRWA szolgáltatásaira.
Az UNRWA-nak 59 regisztrált menekülttáborban vannak létesítményei Jordániában, Libanonban, Szíriában, Ciszjordániában és a Gázai övezetben, valamint más területeken, ahol nagyszámú bejegyzett palesztinai menekült él táborokon kívül.
Ahhoz, hogy egy tábort az UNRWA elismerjen, a fogadó kormány és az UNRWA között létrejött megállapodásra van szükség a tábor használatára vonatkozóan. Az UNRWA maga nem működtet táborokat, nincs rendőri hatásköre vagy adminisztratív szerepe, hanem egyszerűen szolgáltatásokat nyújt. A menekülttáborok eleinte sátortáborok voltak, mára már sűrűn lakott városokká fejlődtek. Ezek adnak otthont a regisztrált palesztinai menekültek körülbelül egyharmadának.

## Finanszírozás
Az UNRWA költségvetését az ENSZ Közgyűlése határozza meg, és szinte teljes egészében az ENSZ-tagállamok önkéntes hozzájárulásaiból származik. Emellett az ENSZ rendes költségvetéséből is van némi bevétele, főként a nemzetközi személyzet költségeinek finanszírozására. Az UNRWA rendes költségvetésén kívül sürgősségi tevékenységekre és speciális projektekre is kap finanszírozást, például a szíriai polgárháború és a COVID-19 világjárvány miatt kialakult helyzetre.
Történelmileg az ügynökség pénzeszközeinek nagy része az Egyesült Államoktól és az Európai Bizottságtól származott; 2019-ben 1,00 milliárd dolláros teljes költségvetésének közel 60 százaléka az EU-tagországoktól származott, és Németország volt a legnagyobb egyéni adományozó. A következő legnagyobb donorok az EU, az Egyesült Királyság, Svédország és az Egyesült Arab Emírségek voltak, őket követte Szaúd-Arábia, Franciaország, Japán, Katar és Hollandia. Az UNRWA ezenkívül partneri kapcsolatokat hoz létre nem kormányzati adományozókkal is, beleértve az adományozó országokban működő nonprofit „nemzeti bizottságokat”.
Az UNRWA finanszírozásának önkéntes jellege költségvetési problémákhoz vezetett az adományozó országokban kialakult akut vészhelyzetek vagy politikai változások miatt. 2009-ben, a 2008–2009-es Izrael–Hamász-konfliktus nyomán a tisztviselők "súlyos pénzügyi válságról",  200 millió dolláros finanszírozási hiányról beszéltek. 2018 augusztusában az Egyesült Államok beszüntette hozzájárulását az UNRWA működéséhez, azzal érvelve, hogy az UNRWA mandátuma lejárt és az ügynökség fennhatóságát az annak létrehozásakor már élő néhány százezer palesztinra kell csökkenteni. Az amerikai döntés 300 millió dollár veszteséget eredményezett az 1,2 milliárd dolláros költségvetésből, ami hozzájárult a 446 millió dolláros hiányhoz. A hiányt máshonnan származó megemelt hozzájárulással fedezték.
2019 közepén Hollandia, Belgium és Svájc ideiglenesen felfüggesztette az UNRWA finanszírozását, arra az etikai jelentésre hivatkozva, amely szerint az ügynökség vezetése rossz gazdálkodásban, korrupcióban és diszkriminációban érintett. 2019 decemberében Hollandia újrakezdte a finanszírozást, és 2019-ben 6 millió euróval növelte az így 19 millió eurós összegű adományát. Az EU 82 millió euróról (92,2 millió dollárról) 21 millió euróval (23,3 millió dollárral) növelte hozzájárulását, Németország pedig négy új UNRWA-projekt finanszírozásába egyezett bele, összesen 59 millió euró (65,6 millió dollár) értékben. Katar 20,7 millió dollárral növelte a szíriai palesztinok számára nyújtott adományát, így a 2019-es teljes összeg 40 millió dollárra nőtt.
A 2019-es és az azt követő időszak pénzügyi helyzetét áprilisban vitatták meg egy "Miniszteri Stratégiai Párbeszéd" keretében, amelyen Egyiptom, Franciaország, Németország, Japán, Kuvait, Norvégia, az Egyesült Királyság, az Európai Külügyi Szolgálat és az Európai Bizottság képviselői vettek részt. A Közgyűlés évi rendes ülésén magas szintű miniszteri találkozót tartottak az UNRWA finanszírozásának megtárgyalása érdekében. 2020 júliusában Lazzarini főbiztos figyelmeztetett, hogy az UNRWA költségvetése „nem fenntartható”, az előző öt évből négyben hiány keletkezett, a finanszírozás pedig 2012 óta a legalacsonyabb szinten áll.
A Világbank szerint az összes ország közül, amely több mint 2 milliárd dollárt kapott nemzetközi segély formájában 2012-ben, Gáza és Ciszjordánia az egy főre jutó segély több mint kétszeresét kapta (495 dollár), mint a következő legnagyobb kedvezményezett.

## Történelme és működése
Az UNRWA szociális és humanitárius szolgáltatások széles skáláját nyújtja, az ENSZ Közgyűlésének határozatai szerint. 1949-es megalakulása óta tevékenysége az azonnali segélynyújtáson és a szociális szolgáltatásokon túlterjedt; 2019-től költségvetésének nagy részét oktatásra költik (58%), ezt követi az egészségügy (15%), és az általános támogató szolgáltatások (13%).

### Oktatási program
Az oktatás az UNRWA legnagyobb tevékenységi területe, amely rendszeres költségvetésének több mint felét teszi ki és dolgozóinak többsége is ezen a területen tevékenykedik. A Közel-Kelet egyik legnagyobb iskolarendszerét működteti, amely 711 általános és előkészítő iskolát, nyolc szakképző és műszaki iskolát, valamint két tanárképző intézetet foglal magában. 1950 óta a palesztinai menekült gyerekek alapvető oktatási intézménye. Ingyenes alapfokú oktatásban részesül minden regisztrált menekült gyermek, akik jelenleg 526 ezren vannak. Az 1960-as években az UNRWA iskolái lettek az elsők a régióban, amelyek elérték a nemek közötti  egyenlőséget, a már beiratkozott tanulók csekély többsége lány.
A palesztinai menekültek fele 25 év alatti. Gyakoriak a túlzsúfolt tantermek, amelyekben 40 vagy akár 50 tanuló tartózkodik. Az iskolák majdnem háromnegyede kétműszakos rendszerben működik, ahol két külön tanuló- és tanárcsoport ugyanazon az épületen osztozik, így csökkentve a tanítási időt. A tanévet gyakran konfliktusok szakítják meg, ami miatt az UNRWA-nak speciális programot kell kidolgoznia, hogy lehetővé váljon az oktatás vészhelyzetekben is.
A régóta fennálló megállapodás értelmében az UNRWA iskolái a befogadó ország tantervét követik. Ez az UNRWA tanulói számára lehetővé teszi, hogy a helyileg elismert képesítéssel tanuljanak tovább vagy vállaljanak munkát, ezen kívül megfelel a menekülteket befogadó országok helyi követelményeinek is. Az UNRWA diákjai lehetőség szerint állami vizsgákat tesznek, amelyeket a fogadó országok szerveznek.

### Segélyek és szociális program
A palesztin menekülttársadalomban a férfi eltartó nélkül élő családok gyakran kiszolgáltatottak. Ahol a családfő özvegy, elvált vagy rokkant apa, gyakran súlyos szegénységben élnek.
Ezeket a családokat úgynevezett „nehéz eseteknek” tekintik, és az UNRWA kedvezményezettjeinek kevesebb mint 6%-át teszik ki.
Az UNRWA ezeknek a családoknak élelmiszer- és készpénz segélyt, ezen kívül a lakáshelyzetük javításában is segítséget nyújt. A súlyos nehézségekkel küzdő családokból származó gyermekek kedvezményes hozzáférést kapnak az Ügynökség szakképzési központjaihoz, míg az ilyen családokban élő nőket arra ösztönzik, hogy csatlakozzanak az UNRWA női programközpontjaihoz. Ezekben a központokban képzés, tanácsadás és gyermekfelügyelet áll rendelkezésre a menekült nők társadalmi fejlődésének ösztönzésére.
Az UNRWA közösségi alapú szervezeteket (CBO-kat) hozott létre a nők és a fogyatékkal élő menekültek részére és a gyermekek szükségleteinek kielégítésére. A CBO-knak saját vezetőbizottságuk van, amelyekben a közösség önkéntesei dolgoznak. Az UNRWA technikai és kis összegű, célzott pénzügyi támogatást nyújt számukra, ugyanakkor sokan közülük kapcsolatot alakítottak ki helyi és nemzetközi nem kormányzati szervezetekkel.

### Egészségügyi program
1950 óta az UNRWA a palesztin menekültek fő egészségügyi szolgáltatója. Az alapvető egészségügyi szükségleteket klinikák hálózatán keresztül elégítik ki, melyek alapellátást nyújtanak és hozzáférést biztosítanak a kórházi kezelésekhez, élelmiszersegélyhez juttatják a veszélyeztetett csoportokat.
A 2014-es főbb adatok a következők:
- 139 elsődleges egészségügyi intézmény UNRWA településeken/táborokban vagy azok közelében
- 3107 egészségügyi dolgozó
- 3 134 732 menekült fér hozzá az egészségügyi szolgáltatásokhoz
- 9 290 197 beteglátogatás/év

A palesztinai menekültek általános egészségi állapota régóta hasonló a fejlődő világból a fejlett világ státuszába való átmenetben élő népesség állapotához.
Az emberek tovább élnek, másfajta szükségletek alakulnak ki, főképpen nem fertőző betegségek (NCD) és élethosszig tartó gondozást igénylő krónikus állapotok jellemzők, mint például a cukorbetegség, a magas vérnyomás és a rák. Az egészséges élet a csecsemőkortól az idős korig tartó szakaszok folyamata, amelyeknek egyedi szükségletei vannak, ezért programunk „életciklus-szemléletet” alkalmaz a megelőző és gyógyító egészségügyi szolgáltatáscsomag nyújtása során.

 A palesztinai menekültek változó igényeinek kielégítése érdekében 2011-ben jelentős reformkezdeményezést indítványoztunk. Alapellátásunkban az Egészségügyi Világszervezet által megjelölt alapuló Family Health Team (FHT) megközelítést vezettük be (PHF).

 Az FHT egy egész család teljes körű ellátására szolgáló átfogó egészségügyi alapellátást kínál, a hosszú távú szolgáltató-beteg kapcsolatokra helyezi a hangsúlyt, biztosítja a személyközpontúságot és a folytonosságot. Ezen túlmenően az FHT segít kezelni az egészséget érintő kérdéseket, mint például az étrend és a fizikai aktivitás, az oktatás, a nemi erőszak, a gyermekvédelem, a szegénység és a közösségfejlesztés.
Az egészségügyi szolgáltatások közé tartozik a járóbeteg-ellátás, a fogászati kezelés és a mozgássérültek rehabilitációja. Elsőbbséget élvez az anya- és gyermekegészségügy (MCH) az UNRWA egészségügyi programján belül. Az iskolai egészségügyi csoportok és a tábor egészségügyi tisztjei ellátogatnak az UNRWA iskoláiba, hogy megvizsgálják az új tanulókat a gyermekkori betegségek korai felismerésének elősegítése érdekében. Az UNRWA klinikái családtervezési tanácsadást is kínálnak, amely hangsúlyozza a születési időköz fontosságát az anya és a gyermek egészségének érdekében. Az ügynökségi klinikák felügyelik az arra rászoruló szoptató és várandós anyák számára nyújtott élelmiszersegélyeket is, a Gázai övezetben  hat klinikának van saját szülészeti osztálya. A csecsemőhalandósági ráta egy ideje alacsonyabb a menekültek körében, mint az Egészségügyi Világszervezet által a fejlődő világra vonatkozó referenciaérték.
Az UNRWA segítséget nyújt a menekülteknek a kórházi kezelés költségeinek fedezésében, akár részleges visszatérítéssel, az állammal, vagy nem kormányzati szervezetekkel és magánkórházakkal kötött szerződések megkötésével.
Az UNRWA környezet-egészségügyi szolgáltatási programja "ellenőrzi az ivóvíz minőségét, gondoskodik a higiéniai feltételekről, valamint rágcsálóirtást végez a menekülttáborokban, csökkentve ezzel a járványok kockázatát".

### UNRWA Mikrofinanszírozási Osztály
Az UNRWA Mikrofinanszírozási Osztályának (MD) célja a szegénység enyhítése és a menekültközösség gazdasági fejlődésének támogatása azáltal, hogy kereskedelmi kamatozású tőkebefektetéseket és forgótőke- kölcsönöket biztosít. A program célja, az önfenntartás elősegítése. Az Osztály jelentős eredményeket ért el a munkahelyteremtés, bevételek generálása és a menekültek anyagi helyzetének stabilizálása terén.
A Mikrofinanszírozási Osztály az UNRWA autonóm pénzügyi egysége, amelyet 1991-ben hoztak létre, hogy mikrofinanszírozási szolgáltatásokat nyújtson a palesztinai menekülteknek, valamint a közelükben élő és dolgozó szegény és a társaladom perifériájára szorult csoportoknak. A három országban működő MD jelenleg a legszélesebb körű regionális lefedettséggel rendelkezik a Közel-Kelet mikrofinanszírozási intézmények közül és ma is is a legnagyobb nem banki pénzügyi közvetítő Ciszjordániában és Gázában.
A 2014-es összesített főbb adatok a következők:
- 324 994 odaítélt kölcsön
- Az odaítélt kölcsönök értéke 368,1 millió USD
- 33% fiatalok segítésére
- 38% nők számára

### Sürgősségi műveletek
Az UNRWA-nak több intézkedése volt krizishelyzetek idején.
Különösen Ciszjordániában és a Gázai övezetben volt szükség folyamatos beavatkozásra, amelyeket például az 1967-es Hatnapos háború, valamint az első és második intifáda, valamint a 2014-es gázai háború tett szükségessé.
A libanoni Nahr el-Bared palesztin menekülttábor újjáépítése volt az UNRWA valaha volt legnagyobb újjáépítési projektje. A tábor 2007-ben  megsemmisült a libanoni fegyveres erők és a Fatah al-Iszlám közötti harcokban. A munkálatok 2009-ben kezdődtek el.
Az UNRWA számára az egyik legkomolyabb kihívás a jelenleg is zajló szíriai konfliktus. Az UNRWA támogatja a palesztin menekülteket, mind a Szíriában lakóhelyüket elhagyni kényszerülteket, mind azokat, akik az UNRWA műveleti területén belüli szomszédos országokba menekültek .
A szolgáltatások az átmeneti szállás, víz, élelmiszer, ruházat és takarók biztosításától az ideiglenes munkahelyteremtésig és az újjáépítéshez nyújtott segítségig terjednek.  Más nemzetközi és helyi civil szervezetekkel és  szereplőkkel is együttműködik a szervezet.

### Infrastruktúra és tábor/település fejlesztése
Az 5 millió menekültstátusszal rendelkező körülbelül egyharmada él elismert táborokban/településeken Jordániában, Libanonban, Szíriában, Ciszjordániában és a Gázai övezetben. A mai napig az UNRWA 5223 otthon újjáépítésében vett részt az észak-libanoni Nahr al-Baredben és klinikák, iskolák és lakóházak építését tervezi a Gázai övezetben élők számára. Különleges támogatást Szaúd-Arábia, Japán, Hollandia és az Egyesült Arab Emírségek biztosítottak.

## Megbecsülés és dicséret
Az UNRWA dicséretben részesült a Nobel-békedíjas Mairéad Corrigan Maguire- től és Kofi Annantól, [2] az ENSZ Közgyűlésének elnökétől, Ban Ki-Moon volt ENSZ-főtitkártól és az Európai Unió képviselőitől. az Egyesült Államok, Hollandia, Japán, Banglades, Ciprus, Jordánia, Ghána és Norvégia  képvisselőitől. 2007-ben Norvégia állandó ENSZ-képviselője az UNRWA "erős támogatójaként" jellemezte országát, amely "biztonsági hálóként" működik a palesztinai menekültek számára, és "azonnali segélyt, alapvető szolgáltatásokat és a méltóságteljes élet lehetőségét biztosítja”. Ugyanezen a napon Izland képviselője méltatta az ügynökség azon képességét, hogy „jelentős eredményeket tud felmutatni” a „gyakran életveszélyes körülmények” ellenére.
2007-ben Izrael továbbra is támogatta az UNRWA-t, megjegyezve, hogy az ügynökség "politizálásával kapcsolatos aggodalmak" ellenére az ország támogatja humanitárius küldetését.

### Független értékelések
2011-ben az UNRWA beleegyezett, hogy a Multilaterális Szervezetek Teljesítményértékelési Hálózata (MOPAN) – amely az adományozó országok hálózata és amelyet a multilaterális szervezetek hatékonyságának meghatározására hoztak létre – értékelje a munkáját. A szervezeti hatékonyság négy dimenziója – stratégiai menedzsment, operatív menedzsment, kapcsolatmenedzsment és tudásmenedzsment – alapján a MOPAN arra a következtetésre jutott, hogy az ügynökség a legtöbb mutatóban megfelelően vagy jól teljesít, különösen a stratégiai menedzsment területén. Az UNRWA pozitívan reagált az eredményre, megjegyezve, hogy "a jelentés a multilaterális szervezetekre általában jellemző problémákra hívja fel a figyelmet ". Legutóbbi, 2019-es értékelésében a MOPAN elismerését fejezte ki az UNRWA-nak, amiért képes volt növelni programjai hatékonyságát, és elismerte, hogy az ügynökség „kompetens, rugalmas és határozott”.

## Kritika és vitás kérdések
Emanuel Marx és Nitza Nachmias 2004-ben rámutatott arra, hogy az ügynökséggel kapcsolatos számos kritika megfelel az ügynökség korának, "beleértve a rugalmatlanság tüneteit, a változó politikai környezethez való alkalmazkodással szembeni ellenállást, valamint a kötelezettségek fokozatos megszüntetésének és a Palesztin Hatóságra való átruházásának megtagadását". 2007-ben az UNRWA reformprogramot kezdeményezett a saját hatékonyságának javítása érdekében. Egy 2019-ben az Al Jazeerához kiszivárgott belső "etikai jelentés" azonban azt állította, hogy 2015 óta az ügynökség felső vezetése a hatékonyság rovására megszilárdította a hatalmat, ami széles körben elterjedt kötelességszegésekhez, nepotizmushoz és más hatalmi visszaélésekhez vezetett a magas rangú alkalmazottak körében. Az Al Jazeera jelentésére reagálva az UNRWA közleményt adott ki, miszerint a menedzsmenttel kapcsolatos belső és külső értékelések egyaránt „pozitívak”:
Egy külső szakértői csoport (MOPAN) nemrégiben készült jelentése kielégítő eredményeket mutatott be az UNRWA irányításával és hatékonyságával kapcsolatban – ami különösen fontos számunkra az ügynökségre nehezedő heves politikai és pénzügyi nyomás idején... Az Egyesült Nemzetek Könyvvizsgálói Testülete szintén elismerte az UNRWA irányításának és vezetésének minőségét. Végül az UNRWA Belső Felügyeleti Szolgáltatási és Etikai Osztálya – mindkettő független testület – által a közelmúltban benyújtott 2018-as éves jelentés az UNRWA Tanácsadó Bizottságának (a befogadó országok és a legnagyobb adományozók) megerősítette a pozitív értékelést. Ezek a jelentések az Ügynökség erejéről tanúskodnak és nyilvánosak.

### A mandátummal kapcsolatos viták

#### A mandátum és a menekült-definíció
Az UNRWA menekült-definíciója kizárólag az UNRWA-segélyre való jogosultság meghatározását szolgálja. Néhányan azonban azt állítják, hogy ez a meghatározás a konfliktus állandósítására szolgál. A Közgyűlés 1948. december 11-i 194 (III) számú határozata értelmében más személyek jogosultak lehetnek hazatelepítésre és/vagy kártérítésre, de az UNRWA munkameghatározása értelmében nem feltétlenül jogosultak mentesítésre.

#### Függőség megteremtése
A Wall Street Journal Europe kiadásában Asaf Romirowsky és Alexander H. Joffe 2011 áprilisában megjelent cikke szerint az UNRWA „állítólagos célja ellenére nehéz azt állítani, hogy az UNRWA egy olyan palesztin intézményt is létrehozott volna, amely a valódi civil társadalmat támogatja. Ideális esetben az UNRWA-t feloszlatnák, és a palesztinok megkapnák a szabadságot – és a felelősséget – saját társadalmuk felépítésére."
A Főbiztosság feladata, hogy a lehető leggyorsabban segítse a menekülteket életük felépítésében, a lehető leggyorsabb letelepedésben, általában nem azokban az országokban, amelyekből elmenekültek. Az UNRWA politikája ugyanakkor kimondja, hogy az 1948-as háború során Izraelből elmenekült palesztinai arabok, valamint valamennyi leszármazottjuk menekültnek tekintendők mindaddig, amíg a politikai szereplők igazságos és tartós megoldást nem találnak számukra. Az UNRWA-t kifejezetten arra tervezték, hogy ne írja elő, hogyan alakuljon egy megállapodás kimenetele
James G. Lindsay, az UNRWA korábbi főtanácsosa és a Washington Institute for Near East Policy kutatója 2009-ben jelentést tett közzé a WINEP számára, amelyben bírálta az UNRWA gyakorlatát. Egyik következtetése az volt, hogy az, hogy az UNRWA kudarcot vallott, szemben az UNHCR menekültek letelepítésében elért sikereivel, amely kudarc „az ügynökség nyilvánvaló politikai hozzáállásából fakad”, és „úgy tűnik, hogy a feszültséget konzerválni kívánó palesztin politikai gondolkodásmódot tükrözi, melynek célja a 'visszatérés' támogatása arra a területre, amely a mai Izrael állam földje."
2010-ben John Ging, az UNRWA akkori gázai vezetője csalódottságát fejezte ki Lindsay kritikája miatt. Ging azzal érvelt, hogy "nincs alapja azt állítani, hogy ez az UNRWA döntése, mert mi kaptuk a mandátumunkat . Egyetértek azzal, hogy ez politikai kudarc, de nem mi adjuk ki a mandátumot,  mi csak végrehajtók vagyunk".
2006-ban az UNRWA-t Mark Kirk és Steven Rothman amerikai kongresszusi képviselő is kritizálta. Condoleezza Rice amerikai külügyminiszternek küldött levelükben kijelentették: "Az ENSZ belső ellenőreinek kimerítő vizsgálata alapján egyértelmű, hogy az UNRWA-t rossz gazdálkodás, nem hatékony eljárások és a pénzügyi egyensúly megteremtésének kudarca okozta. Javítanunk kell az UNRWA vezetésén és pénzügyi ellenőrzésén valamint be kell tartatnunk az Egyesült Államok törvényeit, amelyek megtiltják a terroristák támogatását az adófizetők pénzéből." Válaszul az UNRWA  bemutatta a Szíriában és Jordániában élő diákjainak tanulmányi eredményeit, amik felülmúlják társaikét a befogadó országok állami iskoláiban. Az UNRWA megemlítette működésének nehéz körülményeit is: a menekültek száma sokkal gyorsabban nőtt, mint a költségvetése, míg a második intifáda óta a rendszer szigorítása nehezítette a humanitárius helyzetet az egykori izraeli megszállt területeken.

### Műveletekkel kapcsolatos viták

#### A palesztin menekültek védelme
Asem Khalil, a Birzeiti Egyetem jogi docense és a Jogi és Közigazgatási Kar dékánja a befogadó országokban élő palesztinok emberi jogi kérdéseivel foglalkozott. Miután szisztematikusan dokumentálta az egyiptomi, jordániai, libanoni és szíriai palesztinok emberi jogi helyzetét, ezt a következtetést vonta le:
Úgy vélem, hogy ez a megközelítés nem azt hangsúlyozza, hogy az UNRWA-ra nincs szükség, vagy hogy a palesztin menekültség nem egyedülálló és különleges, hanem inkább azt, hogy az UNRWA jelenleg nem képes biztosítani a palesztin menekültek szükséges védelmét, és hogy a befogadó arab államok nem használhatják fel a palesztin menekültség egyediségét arra, hogy továbbra is fenntartsák a palesztin menekültekkel szembeni diszkriminatív törvényeket és politikákat. ...
A globális pénzügyi válság az UNRWA-nak nyújtott nemzetközi források csökkenését eredményezheti, és az UNRWA arra kényszerülhet, hogy csökkentse szolgáltatásait. Ezt a forgatókönyvet a palesztin menekültek különösen megérzik, látva az alternatív bevételi források hiányát és az egyes befogadó országokban létező korlátozó törvényeket és politikákat. Az UNRWA a befogadó országokban tartózkodó palesztin menekültek fő szolgáltatója. Menekültek ezreinek biztosít munkát, oktatást, egészségügyi ellátást és számos más rendkívül értékes és szükséges szolgáltatást.

... A szóban forgó kérdés az, hogy az UNRWA nem elegendő, de az alternatíva nem az UNRWA helyettesítése az UNHCR-rel, inkább az UNRWA védelmi szerepének megerősítése, vagy az UNHCR védelmi megbízatásának kiterjesztése a palesztin menekültekre a palesztin menekültekkel foglalkozó meglévő ügynökségek mellett (és nem helyette) ...

#### Tankönyvvita
2005-ben Nathan Brown, a George Washington Egyetem politológia professzora írt egy rövid, de átfogó ismertető cikket a palesztinok által használt tankönyvekről és leginkább az 1994-től kezdődő változásokról.
Az oslói megállapodások eredményeként felszámolták a tankönyvek cenzúrájáért felelős izraeli hivatalt. Az ciszjordániai és gázai palesztin diákok oktatási rendszerének igazgatását a Palesztin Hatóság (PA) vette át. Az UNRWA által a szomszédos országokban működő többi palesztin iskolát ez nem érinti. A könyvek UNESCO által történő ellenőrzésének lejártával az UNRWA kiegészítő anyagokat dolgozott ki a tolerancia tanítására az általa vezetett iskolákban.
A ciszjordániai, gázai és kelet-jeruzsálemi UNRWA iskolákban használt PA-tankönyveket tanulmányozták a legszélesebb körben. A következő megjegyzések az UNRWA más országokban levő iskoláira nem érvényesek.
Kezdetben a PA Jordániából és Egyiptomból származó tankönyveket használt. 2000-ben saját könyveket kezdett kiadni. Nathan Brown megvizsgálta az új PA-könyvek és a lecserélt könyvek közötti különbségeket

A Palesztin Hatóság új tankönyveivel kapcsolatban kijelenti:
Az új tankönyvekből eltávolították a régebbi könyvekre jellemző direkt antiszemitizmust, miközben palesztin szemszögből mesélik el a történelmet, nincs bennük felhívás Izrael megsemmisítésére, delegitimizálására, vagy a "Palesztin Államra" való felváltására; minden könyvben van egy előszó, amely Ciszjordániát és Gázát „a haza két részeként” írja le; a térképek némi furcsaságot mutatnak, helyenként az 1967-es vonalat jelzik, de általában igyekeznek elkerülni a határok jelölését; ebből a szempontból valójában sokkal pontosabbak, mint az izraeli térképek; a könyvek kerülik Izraelről való hosszas értekezést, ám  név szerint említik; az új könyveket óriási előrelépésnek kell tekinteni zsidó, izraeli és humanitárius szemszögből nézve."
Brown rámutatott, hogy a Center for Monitoring the Impact of Peace 1998-ban palesztin tankönyvekkel kapcsolatos kutatása félrevezető, mert értékelésében csak a régi könyveket veszi figyelembe; az ő kutatása azonban 2000-ben a régi és az új tankönyvekre is kiterjedt.
2002-ben az Egyesült Államok Kongresszusa felkérte az Egyesült Államok Külügyminisztériumát, hogy bízzon meg egy neves civil szervezetet az új palesztin tanterv felülvizsgálatával. Az Izrael/Palesztinai Kutatási és Információs Központ (IPCRI) tehát az Egyesült Államok tel-avivi nagykövetsége és az Egyesült Államok jeruzsálemi főkonzulja megbízta a Palesztin Hatóság tankönyveinek elemzésével.  A 2003 márciusában elkészült jelentést eljuttatták a Külügyminisztériumhoz, hogy azt a Kongresszus elé lehessen terjeszteni. Az összefoglaló leszögezi: "A tanterv általános irányultsága békés a kemény és erőszakos valóság ellenére. Nem uszít nyíltan Izrael és a zsidók ellen. Nem szít nyíltan gyűlöletet és nem buzdít erőszakra. Sok tankönyv többféle összefüggésben hangsúlyozza a vallási és politikai toleranciát."
Az IPCRI 2004. júniusi jelentése megjegyzi, hogy „a megszállásnak és elnyomásnak történő ellenállásra való felhívásokon kívül semmi jelét nem fedezték fel az Izraellel, a judaizmussal vagy a cionizmussal szembeni gyűlölet szítására”, és hogy „a tolerancia, mint fogalom, az új tankönyvekben is megtalálható." A jelentés azt is megállapította, hogy "a tankönyvek számos olyan esetet tártak fel, amelyek bemutatják és előmozdítják a más kultúrák, vallások és etnikai csoportok tiszteletét, a béke, az emberi jogok, a szólásszabadság, az igazságosság, az együttérzés, a sokszínűség, a pluralitás egyetemes és vallási értékeit valamint a törvénytisztelet és környezettudatosság értékeit”.

Az IPCRI azonban számos hiányosságot észlelt a tantervben.
A korábbi elemzésünkben említett  Izrael Állam területén belül fekvő területek, helységek, földrajzi régiók stb. tankönyvekben történő „kisajátításának” gyakorlata és palesztinként való említése jellemző az újonnan kiadott (4. és 9. osztályos) tankönyvekre is. Ennek nyilvánvaló oka az, hogy a Palesztin Hatóság nem ismeri el Izrael állam létezését.
Az összefoglaló azt is megállapítja, hogy a tanterv a régióban történelmi arab jelenlétről ír miközben:
A tantervből teljességgel kihagyták a régió zsidó történelmét, különösen a zsidó nép szentföldi jelenlétét. A hivatkozás hiányát egyenértékűnek tekintik egy ilyen kapcsolat tagadásával, Ugyan közvetlen bizonyítékot nem találtak a zsidó nép történelmének tagadására, a történelmi tények tagadása mégis alátámasztja azt az állítást, hogy a tankönyvek írói és kiadói szándéka a zsidó jelenlét tagadása. Azt is megjegyzi, hogy az "egyes történelmi események leírására használt kifejezések és szövegrészek helyenként sértő jellegűek és a zsidók és a judaizmus elleni gyűlöletet és diszkriminációt tükrözik."
Az Egyesült Államok külügyminisztériuma hasonlóképpen aggodalmát fejezte ki a Palesztin Hatóság által irányított iskolákban használt tankönyvek tartalmával kapcsolatban. 2009-es emberi jogi jelentésében az Egyesült Államok külügyminisztériuma azt írta, hogy a PA Oktatási és Felsőoktatási Minisztériuma által kiadott tankönyvek 2006-os vizsgálata után nemzetközi akadémikusok arra a következtetésre jutottak, hogy a könyvek közvetlenül ugyan nem buzdítanak erőszakra a zsidók ellen, ellenben számos kiegyensúlyozatlanságot, elfogultságot és pontatlanságot tartalmaznak. A megadott példák hasonlóak voltak az IPCRI által adott példákhoz.
A Centre for Monitoring the Impact of Peace nevű intézmény átalakították és új nevet is kapott: The Institute for Monitoring Peace and Cultural Tolerance in School Education (IMPACT-SE), és úgy tűnik, hogy sikerült a munkája minőségén is javítani. Számos értékelést publikált a PA-tankönyvekről, melyek közül a legutóbbi, 2011-es értékelés arra a következtetésre jutott, hogy a helyzet jelentősen nem javult, és valójában számos példát találtak, melyek alkalmasak gyűlöletkeltésre és Izrael démonizálására.
2013-ban tanulmány jelent  meg, amely az izraeli tankönyveket hasonlította össze a PA-tankönyveivel. A tanulmányt elkészítését a Szentföldi Vallási Intézmények Tanácsa indítványozta, amely az izraeli és a megszállt területek zsidó, keresztény és muszlim vezetőinek vallási szövetsége. A tanulmányt egy nemzetközi tudományos tanácsadó testület felügyelte, és az Egyesült Államok külügyminisztériuma finanszírozta. A Tanács közzétett egy jelentést "Saját narratíváink áldozatai? A "másik" ábrázolása az izraeli és palesztin tankönyvekben.
A legtöbb könyv többé-kevésbé tényszerűnek bizonyult, kivéve az ország térképének bemutatását, amelyek a folyótól a tengerig terjedő területet Palesztinaként vagy Izraelként mutatják be. Az izraeli tankönyveket jobbnak ítélték a palesztinoknál, különösen a gyermekek békére való felkészítése tekintetében, bár a „másik” ellenségként való ábrázolása az izraeli tankönyvek 75%-ában, a palesztin tankönyvek 81%-ában előfordult.
A tanulmány Izraelt és a Palesztin Hatóságot is dicsérte, amiért olyan tankönyveket készítettek, amelyekből szinte teljesen hiányoztak  "a másik dehumanizáló és démonizáló jellemzései". Mégis számos aggasztó példát hoztak fel arra, hogy a felek negatívan vagy inadekvát módon jellemezték egymást. Ez a probléma hangsúlyosabb volt a PA-tankönyvekben.
- A "másik" semleges ábrázolása az izraeli és a palesztin tankönyvek 15%-ában megtalálható.
- Az izraeliek általánosan negatív vagy nagyon negatív ábrázolása az esetek 84%-ában fordult elő a palesztin tankönyvekben, a palesztinokat az izraeli állami tankönyvek 49%-ában(73%-a a haredi tankönyvekben) tüntetik fel rossz színben.[121]
- Az izraeli állami tankönyvek 26%-ában, a palesztin tankönyvek 50%-ában erősen negatív jellemzéseket lehetett látni.[120]

Összességében úgy tűnik, hogy széles körű egyetértés van abban, hogy az UNRWA által használt tankönyvek folyamatosan javulnak, de nagyon komoly vita van arról, hogy a fejlesztés elegendő-e. Az UNRWA korábbi főtanácsosa, James G. Lindsay 2009-ben írt kritikai jelentésére válaszul a Washington Institute for Near East Policy kutatótársa, John Ging, az UNRWA Gázai vezetője, a következőket mondta: „Iskoláinkban a Palesztin Hatóság tankönyveit használjuk. Tökéletesek? Nem, egyáltalán nem. Nem tudom védeni a védhetetlent."
Az UNRWA 2000 óta több lépést tett annak érdekében, hogy kiegészítse a PA tantervét az emberi jogok, az erőszakmentes konfliktusmegoldás és a tolerancia fogalmaival az UNRWA honlapja szerint.
A UN Watch 2023-as két független kutatócsoport által készített átfogó tanulmánya szerint a kutatók az UNRWA alkalmazottai által készített több mint 300 oldalnyi, 2021 és 2023 között használatos tananyagot találtak, amelyeket legalább öt különböző, szabadon elérhető, nyílt forráskódú platformról lehet letölteni, és az 5., 6., 7. és 9. évfolyamban tanítják őket 10 különböző UNRWA iskolában. Ezeket az anyagokat az UNRWA új digitális tanítási platformján –  amely az UNRWA állítása szerint az UNRWA által saját maga által készített tananyagainak egyetlen forrása – nem jelenítették meg. Mindazonáltal több száz diákhoz juttatták el őket különféle csatornákon keresztül és tantermekben is tanították őket. A tanulmány kiemeli, hogy az UNRWA iskoláiban a terrorizmust dicsőítik, erőszakra buzdítanak, Izraelt démonizálják, tagadják Izrael létezését és az antiszemitizmust támogatják. A tanulmány szerint az UNRWA több tanárának Facebook-profilján találtak felhívást terrorizmusra és uszítást a zsidó nép ellen.

#### Kapcsolata aHamásszal
2013 áprilisában Hazem Balousha újságító így foglalta össze az UNRWA és a Hamász között fennálló évtizedes feszültséget:
A gázai ügynökség egyre nagyobb nehézségekkel néz szembe munkája  során, mivel a Hamász vezette kormány szerint egyes tevékenységek nincsenek összhangban az iszlám tanításával és értékeivel...
A The Guardian szerint a Hamász időnként megfenyegeti az ENSZ alkalmazottait Gázában; A volt gázai UNRWA igazgató, John Ging, két ellene irányuló merényletkísérletet élt túl.

Peter Hansen, az UNRWA volt főbiztosa (1996–2005) 2004 októberében vitát váltott ki, amikor Kanadában azt mondta a CBC TV-nek adott interjújában..:
Ó, biztos vagyok benne, hogy vannak Hamász-tagok az UNRWA fizetési listáján, de én ezt nem tekintem bűncselekménynek. A Hamász mint politikai szervezet nem jelenti azt, hogy minden tagja fegyveres, mi nem végzünk politikai átvilágítást, és nem zárunk ki embereket a meggyőződésük alapján.

Megkérjük az alkalmazottainkat, hogy a meggyőződésüktől függetlenül tartsák be az ENSZ semlegességre vonatkozó normáit.
Hansen később azt állította, hogy nem aktív Hamász tagokról beszélt, hanem szimpatizánsokról, akik az UNRWA alkalmazottai. Egy levélben, amit az UNRWA legnagyobb adományozóinak írt, azt mondta, hogy ő csak őszinte akart lenni, mert az UNRWA-nak több mint 8200 alkalmazottja van a Gázai övezetben. Mivel ott a Hamász támogatottsága 30%-os volt abban az időben, valószínűsíthetően voltak Hamász szimpatizánsok az ügynökség alkalmazottai között. A lényeg – írta -, hogy az UNRWA szigorú szabályozása biztosítja, hogy az alkalmazottak semleges ENSZ munkavállalók maradnak. Mindazonáltal Hansent akarata ellenére 2005. március 31-én felmentették az ENSZ szolgálat alól.

James G. Lindsay, az UNRWA korábbi főtanácsosa és a Washington Institute for Near East Policy kutatótársa 2009-ben a WINEP számára készített jelentésében bírálta az UNRWA gyakorlatát. Egyik következtetése az volt, hogy az UNRWA nem zárja ki soraiból a terroristákat:
Az UNRWA nagyon kevés azirányú lépést tett, hogy leleplezze és kiiktassa alkalmazottai és haszonélvezői soraiból a terroristákat és egyáltalán nem tett lépéseket annak megakadályozására, hogy a Hamászhoz hasonló szervezetek tagjai munkát vállaljanak nála. Az UNRWA nem végez biztonsági ellenőrzéseket az alkalmazottai felvétele előtt és nem figyeli a munkaidőn kívüli magatartást annak érdekében, hogy megfeleljen a szervezet terrorizmusellenes szabályainak. Semmi sem indokolja, hogy több millió dollárnyi humanitárius segélyt kapjanak azok, akik meg tudják fizetni az UNRWA szolgáltatásait.
2013-ban Jonathan Dahoah-Halevi alezredes, a Közel-Kelet és a radikális iszlám vezető kutatója a Jeruzsálemi Közügyek Központjában kijelentette, hogy „az UNRWA munkásszakszervezetét a gyakorlatban évek óta a Hamász ellenőrzi.
A The Jerusalem Post és a Fox News szerint a gázai ENSZ-iskolák tanári szakszervezeti választását a Hamász 2009-ben megnyerte. Az UNRWA ezt határozottan cáfolta, és megjegyezte, hogy "a tisztségviselők választását egyéni – nem pártlistás – alapon bonyolítják le azoknál a szakszervezeteknél, amelyek normális munkaügyi – nem politikai – kérdésekkel foglalkoznak." John Ging, a gázai hadműveleti vezetője 2009. március 29-i levelében kijelentette, hogy az alkalmazottak "nem lehetnek semmilyen politikai párt befolyása alatt munkájuk végzése során".
Azt is állították, hogy 2012-ben a Hamász „szakmai listája” ismét megnyerte a szakszervezeti választást az UNRWA-ban. A szakmai listát a Hamász állítólagos magas rangú aktivistája, Suheil Al-Hind vezeti. A Gázai övezetben több mint 9500 UNRWA-alkalmazott vett részt a szavazáson, ami több mint 80%-os részvételt jelentett. A Hamász három UNRWA munkavállalói csoport szakszervezetének vezetését nyerte el: az alkalmazottak, a tanárok és a szolgáltatók szakszervezeteit.

##### A Hamász befolyása
Jelentették, hogy a Hamász beavatkozott az UNRWA iskoláinak tantervébe és tankönyveibe.
2009-től a Hamász nyomására az UNRWA iskoláiban a diákok nem tanulhattak a Holokausztról.
Az UNRWA egyik fő célkitűzése a nemek közötti egyenlőség és az integráció megteremtése volt. A Hamász fegyveresei azonban felgyújtották az UNRWA koedukált nyári táborait, és 2013-ban a Hamász törvényt fogadott el, amely előírja a nemi szegregációt a gázai iskolákban  minden kilenc éves vagy annál idősebb tanuló számára. A törvény nem vonatkozik az UNRWA iskoláira.

Elhanen Miller, a The Times of Israel arab ügyekkel foglalkozó riportere 2014 februárjában azt írta, hogy a Hamász "kidobta" az UNRWA emberi jogokról szóló tantervét, mondván, hogy túl sok, a palesztin kultúrától idegen példát és értéket tartalmaz, és jóval nagyobb hangsúlyt fektet a békés ellenállásra mint a fegyveres ellenállásra. Ebben az esetben az UNRWA nem volt hajlandó megingani. Chris Gunness szóvivő ezt állította:
Az UNRWA nem tervezi megváltoztatni a gázai oktatási programját... Az emberi jogokat az UNRWA összes iskolájában tanítják 1-től 9-edik osztályig, ahol az Emberi Jogok Egyetemes Nyilatkozatát elemzik.

 Az UNRWA oktatási rendszere a PA által tanított anyagot veszi alapul, ezért a PA tankönyveit használjuk fel a gázai gyerekek vizsgákra való felkészítésére. ... Ráadásul Gázában oktatási programjainkat egy emberi jogi tantervvel gazdagítjuk, amelyet az általunk kiszolgált közösségekkel együtt dolgoztunk ki: pedagógusokkal, szülői csoportokkal, tanári egyesületekkel, munkatársakkal és másokkal. Minden tőlünk telhetőt megtettünk, hogy ezen anyagok ne sértsék a helyi értékeket, ugyanakkor hűek legyünk az Egyesült Nemzetek munkáját megalapozó egyetemes értékekhez.
Néhány nappal később azonban az UNRWA beleegyezett a 7-9. évfolyamon használt tankönyvek kivonásába, az 1–6. osztályban használt könyvek továbbra is használatban maradtak.

##### Nyári táborok működtetése
A Hamasz azzal vádolta az UNRWA-t és Ginget, hogy nyári táboraikat a palesztin fiatalok erkölcseinek megrontására használják. A Hamász azt is tanácsolta az UNRWA-nak, hogy vizsgálja felül tantervét, hogy biztosítsa annak alkalmasságát a palesztin társadalom számára, mivel a táborokban a nemek keverednek.
2011 szeptemberében arról számoltak be, hogy a Hamász nyomására az UNRWA a nyári táboraiban bevezette a nemi szegregációt.
A Hamásznak saját nyári táborai vannak, a két szervezetről úgy tartják, hogy a gázai fiatalok befolyásolásáért verseng. 2013 óta a Palesztin Iszlám Dzsihád nevű terrorszervezet is tart nyári táborokat Gázában.
Az UNRWA forráshiány miatt nem működtette nyári táborait 2012 és 2014 nyarán. A Hamász kitöltötte ezt az űrt, és most már mintegy 100 000 gyermek és fiatal számára biztosít nyári tevékenységeket.
2013-ban az UNRWA lemondta tervezett gázai maratonját, miután a Hamász vezetői megtiltották a nőknek a versenyen való részvételt.
2013-ban izraeli sajtóorgánumok egy videót tettek közzé, amely az UNRWA által finanszírozott nyári táborokban készült és amiben a gyerekeket izraeliek ellen elkövetendő erőszakos cselekményekre tanítják. A videóban a hangszórókon keresztük azt mondják a táborlakóknak: "Isten segítségével és saját erőnkkel háborút fogunk indítani. Az oktatás és a dzsihád segítségével pedig visszatérünk otthonunkba!" A videóban megszólal egy diák is, aki elmondja, hogy "a nyári tábor arra tanít bennünket, hogy fel kell szabadítani Palesztinát".
Az UNRWA tagadta, hogy a videó az UNRWA nyári táborában készült, és más, nem UNRWA táborokban készült felvételeket mutatott be, és kijelentette, hogy a film "nagyon félrevezető", és hogy "az érintett filmkészítő korábban alaptalan állításokat tett az UNRWA-val kapcsolatban, mindezt megvizsgáltuk, és nyilvánvalóan hamisnak értékeltük." Kijelentette, hogy a Ciszjordániában bemutatott „nyári tábor” nem áll kapcsolatban az UNRWA-val és a gázai táborról készült felvételeik szerint  "semmi antiszemita vagy lázító információ nem hangzott el”.

##### A Hamász fegyveresei az UNRWA létesítményeit használják
2003-ban Izrael kiadta a sajtónak a New York Times által "elmarasztaló hírszerzési jelentésnek" nevezett információkat. Gyanusítottak vallomására hivatkozva a dokumentum azt állítja, hogy az UNRWA-műveleteket palesztin terroristák fedezésére használják, például mentőautókban csempésznek fegyvereket az ENSZ  és Fatah militáns szárnya, a Tanzim is találkozókat szervez az ENSZ épületeiben. Az ENSZ-tisztviselők a NY Times szerint mindössze annyit válaszoltak, hogy Izrael az, amely "elvesztette tárgyilagosságát, és elkezdett ellenségként tekinteni mindenkire, aki a kezét nyújtja egy palesztinnak".
Az Izraeli Védelmi Erők 2004 májusában közzétett egy videót, amelyen felfegyverzett palesztinok sérült társukat az UNRWA mentőautójához cipelik. Állítólag a mentőautó sofőrje megkérte a fegyveres férfiakat, hogy távozzanak, de azok megfenyegették, és felszólították, hogy induljon a kórházba. Az UNRWA felhívta  valamennyi felet, hogy tartsák tiszteletben a mentőautók semlegességét.
2004. október 1-jén Izrael ismét megvádolta az UNRWA-t. A videó nem volt teljesen meggyőző, később az izraeli hadsereg megváltoztatta néhány korábbi kijelentését, és elismerte annak lehetőségét, hogy a tárgy valóban hordágy lehetett, de nem kért bocsánatot, amit Hansen elvárt volna.
2009. február 4-én az UNRWA leállította a segélyszállítmányokat a Gázai övezetbe, miután azzal vádolta a Hamászt, hogy betört egy ENSZ-raktárba, és több tonna takarót és élelmiszert lopott el, amelyeket rászoruló családoknak szántak. Néhány nappal később az ENSZ újraindította a segélyszállítmányokat, miután a hiányzó készleteket visszaküldte a Hamász.
2009. augusztus 5-én az IDF azzal vádolta a Hamászt, hogy ellopott három mentőautót, amelyeket Izrael területén keresztül szállítottak az UNRWA-hoz. Az UNRWA szóvivője cáfolta az állítást. Egy héttel később a Hamász megerősítette, hogy  lefoglalta a mentőket és bürokratikus okokra hivatkozott. Az UNRWA szóvivője is megerősítette ezt, de hamarosan visszavonta a beismerését és az egész incidenst tagadta, sőt, egy fényképet is nyilvánosságra hozott, amelyen állítása szerint az egyik tisztviselője szerepel az említett mentőautókkal.

##### Al-Fakhura erőszak
2009. január 7-én az UNRWA tisztviselői azt állították, hogy előző nap, a gázai háború során az izraeli védelmi erők a gázai Jabalyában lévő UNRWA iskola előtti területre lőttek, több mint negyven embert megölve. Az IDF először azt állította, hogy a Hamász az épületben rejtőzködő fegyvereseinek támadására reagált, de a vizsgálat után azt mondta, hogy "eltévedt lövedék érte az iskolát". Maxwell Gaylord, az ENSZ humanitárius koordinátora kijelentette, hogy az ENSZ mindenképpen "tisztázni szeretné, hogy az ágyúzás és az összes haláleset az iskolán kívül történt, nem pedig belül".
Az UNRWA következetesen visszautasította azt az állítást, hogy a 2008–2009-es gázai háború során fegyveresek használták az Ügynökség létesítményeit. Ezeket a vádakat bizonyos sajtóorgánumok közzétették. 2012-ben az Israel Channel Two TV, Izrael legnépszerűbb televíziós csatornája két alkalommal bocsánatot kért, és visszavonta ezeket az állításokat.
A 2014-es izraeli–gázai konfliktus idején az UNRWA szóvivői júliusban arról számoltak be, hogy fegyvereket találtak három, a nyári szünet idejére bezárt UNRWA iskolában. Az UNRWA határozottan elítélte a tevékenységet, mint "a helyiségei használatára és sérthetetlenségére vonatkozó nemzetközi jogi normák kirívó megsértését", és az UNRWA személyzetét kivonták az épületből. Az UNRWA azonban visszaadta a fegyvereket a Gázát kormányzó erőnek, azaz a Hamásznak.
Annak ellenére, hogy a csapdákkal ellátott UNRWA-klinikáról szóló állítás hamisnak bizonyult, az UNRWA ellenzői ezt többször is megismételték, többek között az amerikai képviselőház külügyi bizottságának 2014. szeptember 9-i hivatalos meghallgatásán. A „Hamász Jótevői: A Terrorhálózat” című meghallgatáson Dr. Jonathan Schanzer, a  Defense of Democracies Alapítvány munkatársa azt mondta a bizottságnak, hogy az UNRWA „szerintem nagyon is lehetővé teszi a fegyveresei számára készített alagutak építését a létesítményei alatt és ezt ki kell vizsgálni."

#### Közösségi média és uszítás
Az amerikai zsidó szervezetek által alapított és pénzelt UN Watch szerint 2015 októberében legalább tíz különböző UNRWA-alkalmazott a közösségi médián keresztül uszította a palesztinokat arra, hogy késeléses és fegyveres terrortámadásokat hajtsanak végre izraeli civilek ellen, az egyik alkalmazott például a Facebookon "cionista kutyák késelésére" szólította fel honfitársait. Az ENSZ főtitkárának szóvivője elmondta, hogy több mint 90 olyan Facebook-oldalt távolítottak el, amelyek megsértették az UNRWA közösségi médiára vonatkozó szabályait. A posztok egy részét csalók vagy korábbi UNRWA-alkalmazottak, másokat pedig jelenlegi UNRWA-alkalmazottak tették közzé. A The Forward idézte az UNRWA szóvivőjét, aki azt mondta, hogy a személyzet ezen tagjait szankciókkal sújtották, "például a fizetésük letiltását", és a többi vádat "vizsgálják". Azt is megjegyezte, hogy "Bizonyos esetekben megállapítottuk, hogy az állítólagos "UNRWA-személyzet" valójában nem is az UNRWA alkalmazottja, vagy már nem az UNRWA alkalmazottja."

### A személyzet izraeli túszokat tartott fogva a 2023-as Izrael-Hamász háborúban
A 2023-as Izrael-Hamász háború tűzszünetének idején szabadult egyik túsz, akit közel 50 napig tartottak fogva Gázában, azt mondta, hogy egy UNRWA-tanár házának padlásán tartották fogva, alig kapott élelmet és orvosi ellátást. Németország 2023 novemberében befagyasztotta az UNRWA finanszírozását, miután kiderült, hogy az UNRWA tananyagai a dzsihádot, a muszlim szent háborút dicsőítik, valamint gyűlöletre és antiszemitizmusra tanítanak.

## Vizsgálatok, felszólítások reformra és elszámolásra
Az UNRWA számos kritikusa, bár általánosságban elismeri munkájának fontosságát és azt is, hogy feloszlatása nem aktuális, úgy gondolja, hogy a szervezet nagyobb átláthatóságot, felügyeletet és támogatást igényel. Karen Koning AbuZayd, az UNRWA korábbi főbiztosa (2005–2009) a Middle East Monitor című folyóiratban 2012 áprilisában azt mondta, hogy „az UNRWA-nak támogatásra van szüksége, nem téglafalakra”. Arra a következtetésre jutott:
... azok is, akik az [UNRWA-t] a legközelebbről vizsgálják és a legszigorúbban támadják, arról is gondoskodnak, hogy programjai megfelelő finanszírozásban részesüljenek. Ők is, mint azok, akik pozitívabban tekintenek az ügynökségre, felismerik, hogy az UNRWA jelentős mértékben hozzájárul a Közel-Kelet stabilitásához.
A Times of Israel 2014. július 31-i írásában David Horovits szintén megjegyezte, hogy bár Izraelnek sok panasza van az UNRWA-ra, nagyjából támogatja a szervezetet, mert nem érdekelt annak felszámolásában. A cikk közzététele idején a 2014-es gázai konfliktus során 225 000 ember kényszerült lakhelyét elhagyni Gázában, akiknek túlnyomó többsége az UNRWA azonnali támogatására támaszkodott. Horovits azt is megjegyezte, hogy Izraelnek tudomása van arról, hogy, hogy  a Hamász szoros figyelemmel kíséri az UNRWA esetleges Izrael-barátságát.

### Az Egyesült Államok Kongresszusának 2004-es vizsgálata
Az Egyesült Államok kormánya finanszírozta az "Operations Support Officers" programot, amelynek keretében véletlenszerű és előre be nem jelentett ellenőrzéseket végeztek az UNRWA létesítményeiben, hogy megbizonyosodjanak arról, hogy nem végeznek katonai műveleteket bennük. 2004-ben az Egyesült Államok Kongresszusa felkérte a General Accounting Office-t, hogy vizsgálja ki a média azon állításait, miszerint az UNRWA-nak nyújtott kormányzati finanszírozást militáns tevékenységekben részt vevő egyének támogatására használták fel. Vizsgálata során a GAO számos szabálytalanságot tárt fel az UNRWA foglalkoztatási gyakorlatában és működésében.

### James G. Lindsay
A WINEP-re vonatkozó 2009-es elemzései alapján, amelyekre a korábbi bekezdésekben hivatkoztunk, James G. Lindsay, az UNRWA korábbi főtanácsosa és a Washington Institute for Near East Policy kutatója a következő javaslatokat tette a fejlesztésre vonatkozóan:
Az UNRWA-nak a következő változtatásokat kell végrehajtania a működésében: le kell állítania egyoldalú politikai nyilatkozatait, és a humanitárius kérdésekkel kapcsolatos megjegyzésekre korlátoznia mondandóját; tegyen további lépéseket annak biztosítására, hogy az ügynökség ne alkalmazzon terroristákat és bűnözőket, illetve ne nyújtson számukra előnyöket és segélyeket; tegye lehetővé az ENSZ Oktatási, Tudományos és Kulturális Szervezetének (UNESCO) vagy más semleges szervezetnek, hogy kiegyensúlyozott és megkülönböztetéstől mentes tankönyveket biztosítson az UNRWA iskolái számára.
Andrew Whitley, az ENSZ New York-i székhelyén működő UNRWA képviseleti irodájának igazgatója kijelentette: "Az ügynökség csalódott a tanulmány megállapításai miatt, tendenciózusnak és részlehajlónak találta, és különösen sajnálja a felhasznált források szűk körét".
Az UNRWA jeruzsálemi szóvivője, Chris Gunness kijelentette, hogy az UNRWA elutasítja Lindsay jelentését és annak megállapításait, és azt állította, hogy a tanulmány pontatlan és félrevezető, mivel "szelektív módon használjta fel a forrásanyagokat, és nem őszinte képet fest az UNRWA-ról és működéséről".
Az UNRWA jelentésének kritikájára válaszul Lindsay ezt írja:
1. ↑  A másik szervezet a United Nations Institute for Disarmament Research (UNIDIR) (ENSZ Leszerelési Kutatóintézet)

### Kanadai pénzeszközök átirányítása az UNRWA-tól a Palesztin Hatóság konkrét projektjeihez
2010 januárjában Kanada kormánya bejelentette, hogy a korábban az UNRWA-nak szánt segélyeket átirányítja „a Palesztin Hatóság olyan konkrét projektjeire, amelyek esetében az elszámoltathatóság és a demokrácia erősítése biztosítva van”. Victor Toews, a Kanadai Pénzügyminisztérium elnöke kijelentette: "Összességében Kanada nem csökkenti a Palesztin Hatóságnak juttatott pénzösszeget, de most a kanadai értékrendnek megfelelő felhasználás érdekében átirányítják azokat. Ez biztosítja majd az elszámoltathatóságot és elősegíti a demokráciát a Palesztin Hatóság területén." Korábban Kanada 10 millió (kanadai) dolláros költségvetésének 11 százalékát utalta át az UNRWA-nak évente. A döntés annak ellenére született meg, hogy a CIDA tisztviselői pozitív belső értékeléseket adtak az Ügynökségről. A kanadai döntés szembehelyezkedett az USA-val és az EU-val, amelyek fenntartották vagy növelték a finanszírozás mértékét. Egyes vélemények szerint emiatt a döntés miatt Kanada vesztette el nemzetközi támogatottságát, amikor 2010 októberében kudarcot vallott, hogy helyet szerezzen az ENSZ Biztonsági Tanácsában.
A Kanadai Nemzetközi Fejlesztési Ügynökségtől beszerzett dokumentumokból kiderült, hogy még Izrael kormánya is ellenezte a kanadai lépést, és arra kérte Ottawát, hogy továbbra is járuljon hozzá az UNRWA általános alapjához.

### UNRWA reformkezdeményezés
A Bedein Center for Near East Policy Research nevű izraeli lobby csoport 2014 márciusában kezdeményezte az UNRWA reformját. A Központ egyéb szervezetekkel és kutatókkal együttműködve kutatásokat és (az "Israel Resource News Agency" nevű szervezetén keresztül) oknyomozó újságírást  végez, például a The Middle East Forum-mal, amely a Middle East Quarterly egy teljes számát az UNRWA előtt álló kihívásoknak szentelte. Az UNRWA reformjának fő célja az adományozó nemzetek igényei szerinti pontos elszámolás és az UNRWA-val kapcsolatos különböző problémák dokumentációja, amelyet az adományozóknak be tudnak mutatni. Az UNRWA többször is kijelentette, hogy a kezdeményezés vezetője, David Bedein gyártja az általa közzétett információkat.

### 2014-es felhívás amerikai vizsgálatra
2014 augusztusában több amerikai szenátor pártatlan vizsgálatot követelt az UNRWA  részvételével kapcsolatban a 2014-es gázai-izraeli konfliktusban, azzal vádolva az UNRWA-t, hogy együttműködött a Hamásszal.
... Noha a levél nem szólítja fel a külügyminisztériumot a segélyek csökkentésére, a szenátorok azt írják, hogy az amerikai adófizetők "megérdemlik, hogy értesüljenek arról, hogy az UNRWA teljesíti-e küldetését és hogy pártatlan-e ebben a tragikus konfliktusban".

 ... Válaszában a külügyminisztérium szóvivője azt mondta, hogy az ENSZ "proaktív lépéseket tesz a probléma megoldására, "úgy mint fegyver-szakértőket küld Gázába, hogy további fegyverraktárakat keressenek". „A nemzetközi közösség nem fogadhatja el azt, hogy az Egyesült Nemzetek Szervezetét – annak létesítményeit, személyzetét és azokat, akiket védelmezni hivatott – fegyveresek és terrorista csoportok pajzsként használják” – mondta Edgar Vasquez, a külügyminisztérium szóvivője a The Jerusalem Postnak . "Továbbra is intenzív tárgyalásokat folytatunk az ENSZ vezetésével az ENSZ válaszáról." ...

 „Kevés jó megoldás létezik a gázai rendkívül nehéz helyzetben – folytatta Vasquez –, de ennek ellenére kapcsolatban állunk az ENSZ-szel, más UNRWA-adományozókkal és az érintett felekkel – köztük Izraellel –, hogy jobb lehetőségeket találjunk az ENSZ létesítményei semlegességének védelmére annak biztosítására, hogy a megtalált fegyvereket megfelelően kezeljék, és azok ne kerüljenek vissza a Hamászhoz vagy más terrorista csoportokhoz."

### Az Egyesült Államok 2018-ban felfüggeszti a finanszírozást
A „a terhek megfelelő megosztásának elmulasztására” hivatkozva a Trump-kormány leállította az UNRWA finanszírozását, üzleti modelljét és fiskális gyakorlatát „egyszerűen fenntarthatatlannak” nevezte. Pompeo államtitkár kijelentette, hogy "az UNRWA joghatósága alá tartozó palesztinok többsége nem menekült és az UNRWA akadályt jelent a béke felé vezető úton".

### Az EU 2021-ben felfüggeszti a finanszírozást
2021 szeptemberében az Európai Parlament Költségvetési Ellenőrző Bizottsága az UNRWA-nak szánt 20 millió eurós támogatás visszatartását hagyta jóvá, abban az esetben, ha nem hajtanak végre azonnali változtatásokat az UNRWA tantervében. Az állásfoglalás szerint a Parlament aggodalmát fejezi ki a palesztin iskolai tankönyvekben tanított és az UNRWA iskoláiban használt gyűlöletbeszéd és erőszak miatt... [és] ragaszkodik ahhoz, hogy az UNRWA tökéletesen átláthatóan járjon el... annak biztosítása érdekében, hogy a tartalom megfeleljen az ENSZ értékeinek, és ne ösztönözzön gyűlöletre."

## Kapcsolatok Izraellel
Miután Izrael az 1967. júniusi hatnapos háborúban elfoglalta Ciszjordániát és Gázát, azt kérte, hogy az UNRWA folytassa működését, amit elő fog segíteni. Azóta a kétállami megoldás támogatója, Baruch Spiegel úgy jellemezte a kapcsolatot, mint "két össze nem illő ágyastárs kényelmetlen érdekházassága, amely konzerválta a problémát, pedig állítólag mindketten igyekeztek megoldani azt".

Közvetlenül a hatnapos háború után június 14-én az UNRWA főbiztosa, Dr. Lawrence Michelmore és Michael Comay, az izraeli külügyminiszter politikai tanácsadója levélváltása azóta is Izrael és az UNRWA közötti kapcsolat alapjául szolgál. Erre mint Comay-Michelmore levélváltásra gyakran hivatkoznak. Michelmore első levele megismétli a kettőjük között lezajlott beszélgetést és kijelenti, hogy:
az UNRWA az izraeli kormány kérésére továbbra is segítséget nyújt a palesztinai menekülteknek Ciszjordánia és a Gázai övezet területén az izraeli hatóságok teljes körű együttműködésével. Az izraeli kormány a maga részéről lehetőségeihez mérten megkönnyíti az UNRWA munkáját, csak olyan szabályozásokat hajt végre, amelyeket biztonsági megfontolások tehetnek szükségessé.
Válaszlevelében Comay ezt írta:
Egyetértek azzal, hogy az Ön levele és a válaszom az UNRWA és Izrael kormánya közötti ideiglenes megállapodásról szól, amely mindaddig érvényben marad, amíg meg nem változtatják vagy vissza nem vonják azokat.
Az UNRWA-t az izraeli kormány és politikusok bírálták palesztin militáns csoportokkal, például a Hamászszal való együttműködése miatt. Izrael kijelentette, hogy Peter Hansen, az UNRWA korábbi főbiztosa (1996–2005) „következetesen éles Izrael-ellenes irányvonalat képviselt”, ami Izraellel szemben elfogult és túlzó jelentéseket eredményezett.

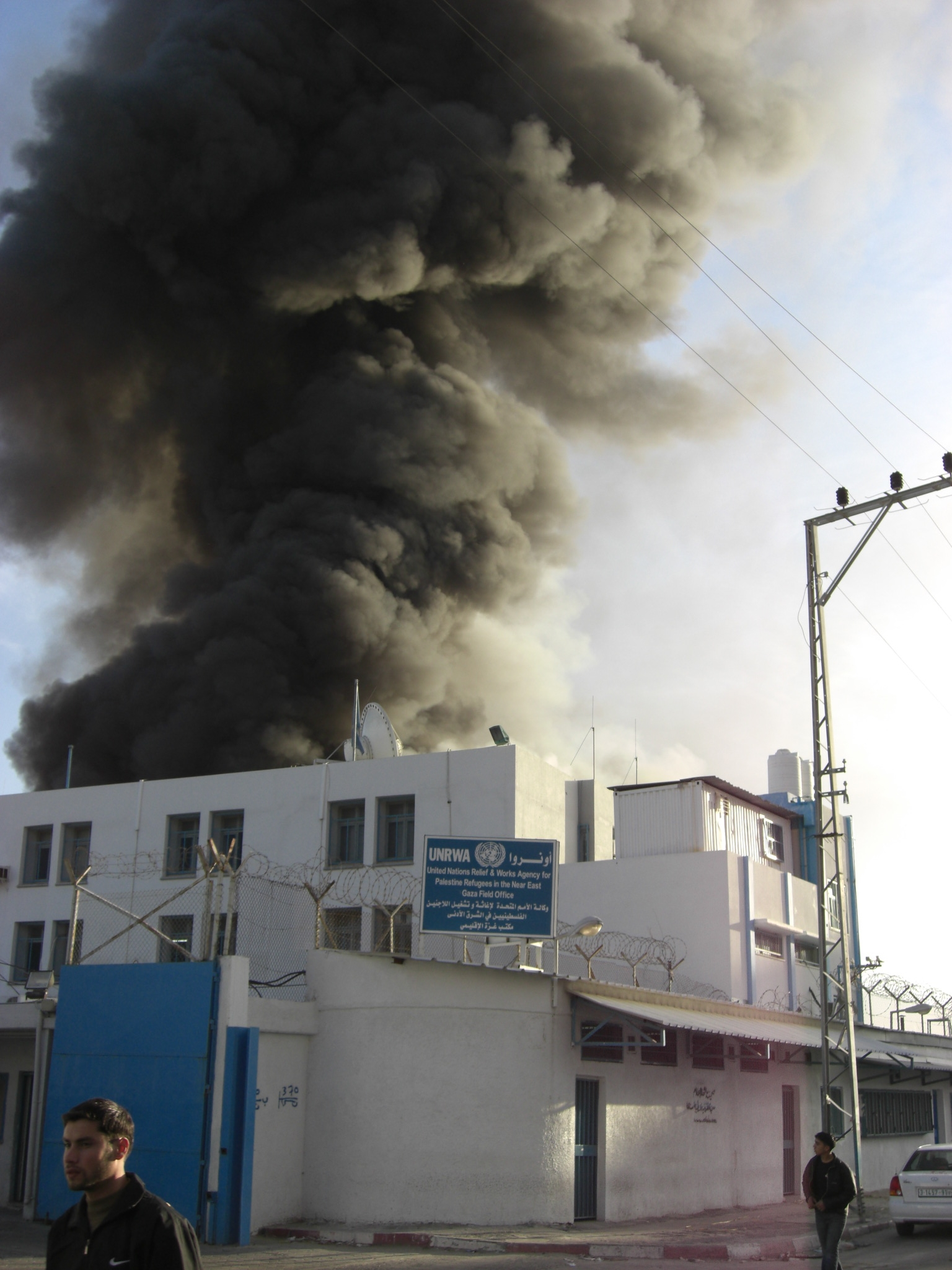
Az UNRWA egyik épülete, amit 2009. január 15-én az izraeli hadsereg egyik ágyúja eltalált

Az UNRWA is panaszt nyújtott be, például:
Al-Aqsa Intifada 2000 – állítólagos izraeli beavatkozás az UNRWA műveleteibe
A 2000 végén indult Al-Aksza Intifáda során az UNRWA gyakran panaszkodott amiatt, hogy az izraeli útlezárások, a kijárási tilalom és az ellenőrző pontok Ciszjordániában és Gázában megzavarták humanitárius megbízatásának teljesítését. Az Ügynökség azt is kifogásolta, hogy a Gázai övezetben történt házbontások  miatt több mint 30 000 ember vált hajléktalanná. Izrael a házak lerombolását terrorellenes intézkedésekkel indokolta.
2002. novemberében állítólag egy izraeli mesterlövész megölte az UNRWA egyik alkalmazottját
2002 novemberében Iain Hookot, az UNRWA brit alkalmazottját, miközben a jenini menekülttáborban dolgozott, az IDF egyik mesterlövésze lelőtte, egy palesztin fegyveres felkutatására irányuló művelet során, akit azzal gyanúsítanak, hogy 2002-ben 14 embert ölt meg öngyilkos merényletben.  Peter Hansen, az UNRWA akkori vezetője bírálta a gyilkosságot: "Az izraeli mesterlövészek láthatták,  tudhatták volna, hogy ki az a két nemzetközi munkatárs (nem palesztin). Nem úgy öltöztek, mint a palesztinok."
Az UNRWA egyik munkatársa meghalt a kalandiai menekülttáborban
2013 augusztusában az UNRWA közleményt adott ki, amelyben azzal vádolta Izraelt, hogy egy razzia során megölte egyik munkatársát és egy másikat megsebesített a kalandiai menekülttáborban. A 2013. augusztus 26-i közlemény szerint az UNRWA mély sajnálattal megerősítette, hogy egyik munkatársát, egy 34 éves négygyermekes apát izraeli erők agyonlőttek egy hadműveletben a Kalandia menekülttáborban, Ciszjordániában, reggel körülbelül hét órakor. Hiteles jelentések szerint a munkatárs munkába tartott, és nem vett részt erőszakos tevékenységben. Mellkason lőtték. Az UNRWA másik munkatársát, egy egészségügyi dolgozót lábon lőtték ugyanazon akció közben."
2014-es izraeli-gázai konfliktus
A 2014-es izraeli–gázai konfliktus során Izrael sok vádat fogalmazott meg, az UNRWA részéről pedig számos cáfolat érkezett. Például az izraeli Channel 2 egy riportban azt állította, hogy az UNRWA mentőautójával fegyveresek közlekedtek. Később visszavonta ezt az állítást, miután az UNRWA szavaival élve „megdönthetetlen bizonyítékokkal” szembesült.
Izrael számos UNRWA-létesítményt megrongált vagy megsemmisített, azt állítva, hogy azokat háborús célokra használták, és így a nemzetközi jog alapján legitim célpontok. Az ENSZ jelentése szerint Izrael hét gázai menedékhelyet támadott, aminek következtében állítólag 44 palesztin meghalt és legalább 227 megsebesült. A jelentésben az is szerepelt, hogy palesztin csoportok három iskolában tároltak fegyvereket és kettőből rakétákat lőttek ki. Ban Ki Moon  elítélte a menedékhelyek fegyverraktárként való használatát.
Az UNRWA iskolái és személyzete tűzvonalban állt a háború alatt, még akkor is, ha 290 000 ember tartózkodott az UNRWA iskolákban, amelyeket menedékként használtak.
2017 – Felhívások a szervezet feloszlatására az iskolák alatt húzódó alagutak felfedezése után
2017 júniusában az UNRWA alkalmazottai egy alagutat fedeztek fel a Maghazi Elementary Boys A&B School és a Maghazi Preparatory Boys School alatt. Az UNRWA szóvivője szerint az alagútnak bejárata nem volt az iskolán belül, de az iskola alatt futott. Az UNRWA kijelentette, hogy szándékában áll lezárni az alagutat. A Hamász tagadta, hogy érintett volna az ügyben, és felvilágosítást kért más fegyveres csoportoktól is, amelyek szintén tagadták az érintettséget.
Az alagút felfedezését követően Benjámin Netanjahu izraeli miniszterelnök kijelentette, hogy az UNRWA-t fel kell számolni, és más ENSZ-ügynökségekbe kell integrálni. Az UNRWA szóvivője válaszul azt mondta, hogy csak az ENSZ Közgyűlése változtathatja meg az UNRWA mandátumát, és az izraeli rádióban héberül jelentette ki, hogy ha „az UNRWA eltűnik” Gázából, „kétmillió ember válik az Iszlám Állam (IS) támogatójává”.
A Trump-kormányzat által támogatott és Jared Kushner által felügyelt Izrael és Palesztina közötti békekezdeményezés az UNRWA felszámolását szorgalmazta, célja a palesztinok menekültstátuszának megszüntetése a Foreign Policy magazinnak kiszivárogtatott e-mailek szerint. Kushner szerint az UNRWA "fenntartja a status quót, korrupt, nem hatékony és nem segíti a békét". Az UNRWA-nak szánt pénzeket átirányítanák a térség arab országaiba, abban a reményben, hogy végülintegrálják az államukban élő palesztin menekülteket. Kushner és Nikki Haley is a szervezet amerikai finanszírozásának megszüntetését javasolta, amit a külügyminisztérium, a Pentagon és az amerikai hírszerzés ellenzett, azzal az indokkal, hogy minden ilyen lépés csak erőszakot szít a Közel-Keleten.

#### 2023-as Izrael-Hamász Háború
2024. január 22-ig az UNRWA 152 alkalmazottja halt meg a Gázai övezetben az Izrael–Hamász háború következtében.

## Külső linkek
- Hivatalos weboldal
- UNRWA Facebook profile
- UNRWA Twitter profile
- UNRWA YouTube channel
- UNRWA in Syria
- American Friends of UNRWA
- UNRWA Spanish Committee
- Collection of relevant documents
- United States GAO report on UNRWA (pdf)
- U.S. Committee for Refugees and Immigrants' Campaign to End Refugee Warehousing in refugee camps around the world, people are confined to their settlement and denied their basic rights.
- Israel Feuds With Agency Set Up to Aid Palestinians (New York Times: 18 October 2004)